# Brończany
Brończany – wieś w Polsce położona w województwie podlaskim, w powiecie białostockim, w gminie Juchnowiec Kościelny.
W latach 1975–1998 miejscowość administracyjnie należała do województwa białostockiego.
Wierni kościoła rzymskokatolickiego należą do parafii Świętej Trójcy w Juchnowcu.

## Historia
Od początku XVI wieku dobra ziemskie Koplany były własnością Siestrzewitowskich. Siedziba dworska zbudowana była w miejscu zwanym obecnie Koplany-Dwór, zaś wieś chłopska to obecna wieś Koplany.
Po roku 1580 doszło do podziału dóbr. Wówczas obok starej siedziby powstała nowa, położona na wzgórzu, gdzie obecnie jest siedziba Wawreszuków. Od roku 1622 nową siedzibę nazywano "Koplany-Bronczany" - przy czym wieś chłopską tego działu tylko "Bronczany".
W 1790 wieś liczyła 10 dymów.
W r. 1900 wieś miała 103 dziesięciny chłopskie, dobra Brzozowskich liczyły 70 dziesięcin, Dyzych 240, Szamotułłów 150 .
W 1938 rozpoczęto prace zmierzające do komasacji gruntów. Scalenie było konieczne, ponieważ na skutek podziałów, przeciętne gospodarstwo składało się z trzynastu działek o wydłużeniu przeciętnym 1:600.
W 2004 po przeprowadzonych konsultacjach z mieszkańcami zmieniono nazwę urzędową z Bronczany na Brończany.